# Eulepidotis aglaura
Eulepidotis aglaura là một loài bướm đêm trong họ Erebidae.